# Чемпіонат світу з боксу серед жінок 2018
X Чемпіонат світу з боксу серед жінок відбувся 15 — 24 листопада 2018 року в Нью-Делі у Індії.
Бої проходили у 10 вагових категоріях. У чемпіонаті взяло участь 277 боксерок, що представляли 62 національних федерації.
Україну представляли: Ганна Охота, Тетяна Коб, Іванна Крупеня, Сніжана Холодкова, Юлія Циплакова, Марія Бадуліна, Юлія Стойка, Марія Боруца, Анастасія Черноколенко, Тетяна Шевченко.

## Медалістки
| Категорія:                         | Золото:          | Срібло:           | Бронза:                               |
| мінімальна вага (до 48 кг)         | Мері Ком         | Ганна Охота       | Кім Хян Мі Мадока Вада                |
| найлегша вага (до 51 кг)           | Пан Чхоль Мі     | Жайна Шекербекова | Вірджинія Фукс Намікі Тсукімі         |
| легша вага (до 54 кг)              | Лін Ютін         | Стойка Крастева   | Крісті Гарріс Нандинцецег Мягмардулам |
| напівлегка вага (до 57 кг)         | Орнелла Вагнер   | Соня Чахал        | Джеміма Бетріан Чо Сон Хва            |
| легка вага (до 60 кг)              | Келлі Гаррінгтон | Сісонді Судапорн  | Каріна Ібрагімова О Йон Джі           |
| перша напівсередня вага (до 64 кг) | Доу Дан          | Марія Бадуліна    | Сімраньїт Каур Сема Чалишкан          |
| напівсередня вага (до 69 кг)       | Чень Няньцінь    | Гу Хон            | Ловліна Боргохайн Надін Апец          |
| середня вага (до 75 кг)            | Лі Цянь          | Нушка Фонтейн     | Наомі Грем Лорен Прайс                |
| напівважка вага (до 81 кг)         | Ван Ліна         | Джессіка Кайседо  | Вікторія Кебікова Еліф Гюнері         |
| важка вага (понад 81 кг)           | Ян Сяолі         | Шеннур Демир      | Даніель Перкінс Крістіна Ткачова      |

## Медальний залік
| Медальний залік |                   |        |        |        |       |
| Місце           | Держава           | Золото | Срібло | Бронза | Разом |
| 1               | КНР               | 4      | 1      | 0      | 5     |
| 2               | Китайський Тайбей | 2      | 0      | 0      | 2     |
| 3               | Індія             | 1      | 1      | 2      | 4     |
| 4               | Північна Корея    | 1      | 0      | 2      | 3     |
| 5               | Німеччина         | 1      | 0      | 1      | 2     |
| 6               | Ірландія          | 1      | 0      | 0      | 1     |
| 7               | Україна           | 0      | 2      | 0      | 2     |
| 8               | Туреччина         | 0      | 1      | 2      | 3     |
| 9               | Казахстан         | 0      | 1      | 1      | 2     |
| 9               | Нідерланди        | 0      | 1      | 1      | 2     |
| 11              | Болгарія          | 0      | 1      | 0      | 1     |
| 11              | Колумбія          | 0      | 1      | 0      | 1     |
| 11              | Таїланд           | 0      | 1      | 0      | 1     |
| 14              | США               | 0      | 0      | 3      | 3     |
| 15              | Японія            | 0      | 0      | 2      | 2     |
| 16              | Австралія         | 0      | 0      | 1      | 1     |
| 16              | Білорусь          | 0      | 0      | 1      | 1     |
| 16              | Монголія          | 0      | 0      | 1      | 1     |
| 16              | Південна Корея    | 0      | 0      | 1      | 1     |
| 16              | Росія             | 0      | 0      | 1      | 1     |
| 16              | Уельс             | 0      | 0      | 1      | 1     |
| Разом           | 21 держава        | 10     | 10     | 20     | 20    |